# 南海和歌山軌道線
和歌山軌道線（わかやまきどうせん）は、和歌山県和歌山市および同海南市内で運行されていた南海電気鉄道の軌道路線。
1909年（明治42年）の開業以来、幾度も経営母体の変遷と社名変更を繰り返し、和歌山市民の足として、和歌山市駅 - 海南、和歌山市駅 - 新和歌浦、公園前 - 和歌山駅間を結び、景勝地和歌浦への観光路線としての役目も果たしていた。他の多くの都市同様にモータリゼーションの波には打ち勝てず、1971年（昭和46年）3月31日限りで全線が廃止された。

## 路線データ
- 路線距離（営業キロ）：総計16.2km
  - 海南線：和歌山市駅 - 海南駅前間13.4km
  - 新町線：公園前 - 国鉄和歌山（旧・東和歌山）駅前間 1.6km
  - 和歌浦支線：和歌浦口 - 新和歌浦間1.1km
- 車両数：49
- 運行系統数：7
- 軌間：1067mm
- 停留所数：36（起終点含む。公園前、和歌浦口は重複計上せず）
- 1日平均乗車人員：34,307人（1962年度）
- 1日平均走行キロ：6,536km
- 運賃：区間制、1区15円、2区30円、3区45円、増すごとに10円
- 複線区間：全線
- 専用軌道：5.0km（紀三井寺 - 琴ノ浦間、和歌浦口 - 権現前間）
- 閉塞区間：無
- 電化区間：全線電化（直流600V）
- 変電所：高松 (500kW×3)、琴ノ浦 (500kW)
- トンネル：1か所（浜の宮 - 琴の浦間184.47m）
- 車庫・工場：高松検車区
- 夜間車両留置線：和歌浦口

## 歴史

### 沿革
同路線の歴史は戦時下の経済的影響と交通統制下等によって、幾度にも亘ってその経営母体と運営組織がめまぐるしく変遷している。
その先駆となった鉄道は和歌山-黒江間の鉄道布設免許を取得した紀州鉄道であるが、この会社は社内の対立により建設することなく1904年（明治37年）に解散してしまう。このため解散時紀州鉄道の社長であった島村安次郎をはじめ和歌山市内の実業家たちと各地の電気事業会社の役員を務める才賀藤吉が鉄道計画を引き継ぐ形で和歌山紡績の赤城友次郎を代表発起人として和歌山電気軌道株式会社を創立し軌道敷設免許を出願、1904年（明治37年）12月14日に和歌山市駅から海南市黒江船尾中浜に至る軌道の免許が下付された。しかし日露戦争勃発により鉄道事業の工事着手2カ年延期命令を受けてしまう。このため島村らは電灯電力事業を企画し和歌山水力電気株式会社を1905年（明治38年）6月に設立し、和歌山電灯を買収し電灯供給事業を始めた。さらに11月28日付で軌道敷設権を譲受、1909年（明治42年）1月23日に市内の県庁前（廃線時は市役所前） - 和歌浦口間を開通させ営業運転を開始する。引き続き同年の2月には市駅 - 県庁前（廃線時は市役所前）間、11月に和歌浦-紀三井寺間が開業、1911年（明治44年）11月3日には紀三井寺 - 琴の浦間が開業、1912年（明治45年）の4月18日に琴の浦 - 黒江間を開業させて当初の免許線をすべて開通させた。
1912年（明治45年）2月2日には和歌浦支線（当時は出島線）の敷設免許を得ており、1913年（大正2年）10月2日に和歌浦口 - 新和歌浦間を開業。また、1916年（大正5年）10月7日には 黒江 - 海南駅前までの敷設免許を得、 1918年（大正7年）6月21日に黒江 - 東浜（当時は日方口）間を部分開業、1929年（昭和4年）6月1日には 東浜 - 海南駅前（当時は内海）を開業した。この間1922年（大正11年）7月1日には和歌山水力電気は京阪電気鉄道株式会社に合併され、同社の和歌山支店の経営となった。
1930年（昭和5年）5月10日、京阪電気鉄道は和歌山支店の業績不振と新京阪鉄道との合併に伴う費用の捻出を理由に、同支店の事業を合同電気株式会社（旧社名は三重合同電気株式会社、後の東邦電力。後に三重交通の軌道線となる神都線も1939年まで経営していた）に譲渡した。同年6月16日には公園前 - 和歌山駅前（当時は東和歌山駅前）間が開業し、全路線を開通させる。
1940年（昭和15年）に東邦電力は和歌山地区の軌道線を阪和電気鉄道に譲渡し、阪和電気鉄道は和歌山電気軌道株式会社を設立して、同社の経営とした。阪和電気鉄道は同年12月に南海鉄道に合併され、南海鉄道は1944年（昭和19年）6月に関西急行鉄道と合併して近畿日本鉄道となったことで、和歌山電気軌道も近畿日本鉄道の傘下となった。近畿日本鉄道傘下の時代には和歌山合同バスおよび和歌山交通（タクシー）を吸収し、和歌山電気軌道株式会社は和歌山市における公共交通の中枢を担っていた。第二次世界大戦における被害は甚大で、戦災車両は2両だったが、線形・路線等は壊滅的な状態で病院前以北は営業休止、資材調達も困難をきわめ稼動車も7両にすぎないという状況もあった。戦後期は順調に推移し1957年（昭和32年）11月には和歌山鉄道（現・和歌山電鐵貴志川線）を吸収合併、1961年（昭和36年）11月には南海電気鉄道と合併し同社の和歌山軌道線となった。

### 経営母体及び社名の変遷
| 年月日          | 1904年 （明治37年） | 1905年 （明治38年） 5月25日 | 1922年 （大正11年） 7月1日 | 1930年 （昭和5年） 5月10日 | 1937年 （昭和12年） 3月31日 | 1940年 （昭和15年） 11月 | 1940年 （昭和15年） 12月1日 | 1944年 （昭和19年） 6月1日 | 1947年 （昭和22年） 3月 | 1961年 （昭和36年） 11月1日 |
| 経営母体 発起人 | 赤城友次郎          | 島村安次郎                  | 京阪電気鉄道               | 合同電気                   | 東邦電力                    | 阪和電気鉄道             | 南海鉄道                    | 近畿日本鉄道               | 和歌山電気軌道          | 南海電気鉄道                |
| 社名 （路線名） | 和歌山電気軌道      | 和歌山水力電気              | 同社和歌山支店             | 同社和歌山支店             | 同社軌道線                  | 和歌山電気軌道           | 和歌山電気軌道              | 和歌山電気軌道             | 和歌山電気軌道          | 同社和歌山軌道線            |

1. ↑  1940年に設立された同名会社との関係は無い。

### 廃線へ
南海電気鉄道は経営合理化対策として、
- 高度成長期以降の自動車激増により電車の定時運行が困難になってきたこと
- バスと併走する軌道線を排他することが画策されたこと
- 黒潮国体を機にした新たな都市計画の実施
- 営業成績の不振と乗降者の減少

等を理由として、同社和歌山軌道線の全線廃止を決断。1971年（昭和46年）の1月に和歌浦口 - 海南駅前間、3月に残りの区間という2段階で全路線を廃止し、同線は62年の歴史に幕を閉じた。周辺地域・自治体から大きな反対が起きなかった要因としては、大部分を併走するバス路線でカバーできることと、国体の開催に向けた道路整備の優先を重んじたことが挙げられる。

#### 運行最終日
1971年（昭和46年）3月31日の全線廃止に先立ち、321・323・324の3両は同年3月29日から最終日までお別れ電車として装飾され有終の美を飾った。運転最終日の21:00には和歌山駅前広場で南海電気鉄道社長川勝傳（当時）や和歌山市市長宇治田省三（当時）等が参加しさよなら記念行事が行われ、乗務員と運輸区長への花束贈呈の後、関係者を乗せた322形がさよなら記念電車として和歌山市消防局音楽隊の奏でる『蛍の光』に見送られ21:30に出発していった。実際には運行がこの後も続き、市駅発23:56（運行は321）、国鉄和歌山駅前発23:39（運行は321）、新和歌浦発23:49（運行は321）にいずれも車庫前行きとして終電として運転され、0時15分に市駅から車庫前に最終電車が到着、和歌山軌道線は営業運転を終了した。
しかし、車庫は既にバスへの移行に伴う工事のため電車は入庫できず、営業運転終了後もこの3両は留置のために空車回送され最後の321が0時25分に和歌浦口停留所へ到着、ここにすべての運転が終了した。

#### 廃線後
南海電気鉄道は第1次廃線後に紀三井寺営業所を新設、赤とクリーム色に塗り分けられた60台の大型ワンマンバスを導入、さらに第2次廃線後に104台の大型ワンマンバスを導入し代替運行に対応した。1976年、新設された南海電気鉄道グループの和歌山バスが南海からこれを受け継ぎ、ほぼ同経路（かつほぼ同じ停留所）で「和歌山市内線」の運行を行っている。また、車庫前停留所は、2021年6月までバス停名として「車庫前」のまま使用されていた。バス路線は現在も堀止 - 高松間は中央通り（国道42号）経由ではなく、併用軌道だった旧道を経由する。

#### 遺構
軌道の敷石は、和歌山城内歩道の石畳として転用され、紀三井寺 - 琴の浦間の専用軌道は紀三井寺緑道（遊歩道）として整備されている。

## 営業路線

### 停留所一覧
いずれも接続路線の事業者名は1971年（昭和46年）（和歌山軌道線廃止時点）のもの。

#### 海南線
| 停留所名         | 駅間キロ | 営業キロ | 接続路線                                                                                      | 備考 |
| ---------------- | -------- | -------- | --------------------------------------------------------------------------------------------- | --- |
| 南海和歌山市駅前 | -        | 0.0      | 南海電気鉄道：南海本線・加太線・和歌山港線（和歌山市駅） 日本国有鉄道：紀勢本線（和歌山市駅） | |
| 宇治             | 0.3      | 0.3      |                                                                                               | 加太電気鉄道の和歌山口駅との接続停留所「杉の馬場」（後に「加太電車前」）と旧宇治とが統廃合されてできた停留所。加太電気鉄道が南海に統合されて南海加太線となり、起点を和歌山市駅に統一した1942年以降は、同線との接続駅は市駅となった。 |
| 加太電車前       | 0.2      | 0.5      |                                                                                               | 旧 杉の馬場 |
| 本町四丁目       | 0.5      | 0.8      |                                                                                               | |
| 本町三丁目       | 0.2      | 1.0      |                                                                                               | |
| 本町二丁目       | 0.1      | 1.1      |                                                                                               | |
| 京橋             | 0.2      | 1.3      |                                                                                               | |
| 公園前           | 0.3      | 1.6      | 南海電気鉄道：新町線                                                                          | |
| 市役所前         | 0.3      | 1.9      |                                                                                               | |
| 県庁前           | 0.6      | 2.5      |                                                                                               | |
| 真砂町           | 0.3      | 2.8      |                                                                                               | |
| 病院前           | 0.3      | 3.1      |                                                                                               | |
| 小松原通五丁目   | 0.3      | 3.4      |                                                                                               | |
| 堀止             | 0.4      | 3.8      |                                                                                               | |
| 車庫前           | 0.5      | 4.3      |                                                                                               | |
| 高松             | 0.4      | 4.7      |                                                                                               | |
| 水軒口           | 0.6      | 5.3      |                                                                                               | |
| 秋葉山           | 0.3      | 5.6      |                                                                                               | |
| 和歌浦口         | 0.4      | 6.0      | 南海電気鉄道：和歌浦支線                                                                      | |
| 和歌浦           | 0.6      | 6.6      |                                                                                               | |
| 旭橋             | 0.8      | 7.4      |                                                                                               | |
| 紀三井寺         | 0.7      | 8.1      |                                                                                               | |
| 布引             | 1.0      | 9.1      |                                                                                               | |
| 浜の宮           | 1.3      | 10.4     |                                                                                               | |
| 琴の浦           | 0.7      | 11.1     |                                                                                               | |
| 黒江             | 0.8      | 11.9     |                                                                                               | |
| 東浜             | 0.3      | 12.2     |                                                                                               | |
| 日方             | 0.4      | 12.6     |                                                                                               | |
| 野上電車前       | 0.3      | 12.9     | 野上電気鉄道：野上線（日方駅）                                                                | |
| 海南駅前         | 0.2      | 13.1     | 日本国有鉄道：紀勢本線（海南駅）                                                              | |

#### 新町線
| 停留所名       | 駅間キロ | 営業キロ | 接続路線                                                            | 備考 |
| -------------- | -------- | -------- | ------------------------------------------------------------------- | --- |
| 公園前         | -        | 0.0      | 南海電気鉄道：海南線                                                | |
| 三木町         | 0.4      | 0.4      |                                                                     | |
| 新通           | 0.2      | 0.6      |                                                                     | |
| 北ノ新地       | 0.3      | 0.9      |                                                                     | |
| 新内           | 0.3      | 1.2      |                                                                     | |
| 国鉄和歌山駅前 | 0.4      | 1.6      | 日本国有鉄道：紀勢本線・阪和線・和歌山線 南海電気鉄道：南海貴志川線 | 和歌山線田井ノ瀬 - 和歌山間は開業当時貨物支線であり、正式に旅客営業を開始したのは1972年（昭和47年）。このため旅客列車は1971年（昭和46年）廃止の南海和歌山軌道線と名目上は接続していない。 |

#### 和歌浦支線
| 停留所名 | 駅間キロ | 営業キロ | 接続路線             | 備考 |
| -------- | -------- | -------- | -------------------- | ---- |
| 和歌浦口 | -        | 0.0      | 南海電気鉄道：海南線 |      |
| 権現前   | 0.6      | 0.6      |                      |      |
| 新和歌浦 | 0.5      | 1.1      |                      |      |

## 車両
路線の建設が比較的古く、急曲線の線形に複線間隔も小さいため、昭和30年頃代までは全長11m以下の小型の単車が多かったが、1966年（昭和41年）までに4輪車は全廃された。長尺の車両が両端を絞ったデザインになっていたのは、カーブを通過する際の偏きを小さくするため。
- 車内照明：1953年（昭和28年）6月、車内照明に301号へ初めて蛍光灯を採用し、1955年（昭和30年）にはそのほとんどを蛍光灯に統一させた。
- 前照灯：300形以降の新造車両と譲受車の前照灯は2灯式
- 集電装置：1954年（昭和29年）夏に登場した1000形に小型パンタグラフを採用、1962年（昭和37年）までに救援車と散水車以外の全形式車輌をパンタグラフ化させた。
- 塗装：車体色は頻繁に変更されていたが、1955年（昭和30年）に上部白、下部スカイブルーのツートンカラーに統一され、南海電鉄との吸収合併後に増備した321形、251形は上部クリーム、下部ライトグリーンのいわゆる軌道線新車色で塗られていた。

検査切れとなる等の理由から1971年（昭和46年）1月の第一次廃線時に廃線前の大量整理を行い、譲渡された324形以外の車両は和歌山県水産課に無償譲渡され、同年3月9日から台車を外され3月13日・15日・16日にトレーラーから船舶運送で日高郡由良町の由良湾、白浜の瀬戸崎等の8箇所に漁礁として沈められた。

### 形式一覧

#### 廃線前に廃車または形式消滅した車両

##### 30形
元は開業当時の1形1 - 21号車から改造した32形を戦後改番したうちの10輌。正面切妻形が特徴的な上段固定下段上昇式の側面窓配置D9Dの単車で、1961年に廃車された。
| 車両番号 | 構造 | 車両定員 （座席） | 全長 (mm) | 全幅 (mm) | 全高 (mm) | 自重 (t) | 車輪径 (mm) | 主電動機 | ギア比 | 駆動 | 制御 | 定格速度 | 定格引張力 | 台車 | 製造所 | 製造年 | 備考 |
| -------- | ---- | ----------------- | --------- | --------- | --------- | -------- | ----------- | -------- | ------ | ---- | ---- | -------- | ---------- | ---- | ------ | ------ | ---- |
| 30-39    | 木造 | -                 | -         | -         | -         | -        | -           | -        | -      | -    | -    | -        | -          | -    | -      | 1945   |      |

##### 60形
元は開業当時の1形1 - 21号車から改造した32形を戦後改番したうちの10輌。1948年に富士車両で鋼体化改造されている。
| 車両番号 | 構造 | 車両定員 （座席） | 全長 (mm) | 全幅 (mm) | 全高 (mm) | 自重 (t) | 車輪径 (mm) | 主電動機 | ギア比 | 駆動   | 制御   | 定格速度 | 定格引張力 | 台車     | 製造所   | 製造年 | 備考                                                   |
| -------- | ---- | ----------------- | --------- | --------- | --------- | -------- | ----------- | -------- | ------ | ------ | ------ | -------- | ---------- | -------- | -------- | ------ | ------------------------------------------------------ |
| 60-69    | 半鋼 | 50(12)            | 8,840     | 2,180     | -         | 8.2      | 762         | 17.4×2   | 68:15  | 吊掛式 | 直接式 | 20.3     | 620        | ヘルマン | 梅鉢車両 | 1909年 | 最後は62形が救援車として活躍、1967年廃車で、形式消滅。 |

##### 100形
側面窓配置D1-6-1Dの単車。2枚引き戸で戸袋部に楕円窓があったが扉は後年2枚折り戸に改造され普通窓になっていた。1960年にパンタグラフ化、1962年に60形の車体と乗せ変えられ、1967年2月に廃車され形式消滅。主に市駅 - 東和歌山間に使用されていた。103形と104形は1937年に小倉電気軌道に売却されている。
| 車両番号 | 構造 | 車両定員 （座席） | 全長 (mm) | 全幅 (mm) | 全高 (mm) | 自重 (t) | 車輪径 (mm) | 主電動機 | ギア比 | 駆動   | 制御 | 定格速度 | 定格引張力 | 台車      | 製造所     | 製造年 | 備考 |
| -------- | ---- | ----------------- | --------- | --------- | --------- | -------- | ----------- | -------- | ------ | ------ | ---- | -------- | ---------- | --------- | ---------- | ------ | ---- |
| 100-104  | 半鋼 | 50(20)            | 8,840     | 2,180     | 3,840     | 9        | 660         | 26.2×2   | 72:14  | 釣掛式 | 直接 | 29.0     | 680        | ブリル21E | 梅鉢鉄工所 | 1925年 |      |

##### 500形
元は南海鉄道 モ50形、南海天下茶屋工場で車体改造され1943年（昭和18年）に譲渡された車両で、鋼体化工事を受けず木造のまま使用されたこのグループは1963年（昭和38年）に廃車された。高床式で車高があったためトンネル内の走行ができなかった。
| 車両番号 | 構造 | 車両定員 （座席） | 全長 (mm) | 全幅 (mm) | 全高 (mm) | 自重 (t) | 車輪径 (mm) | 主電動機 | ギア比 | 駆動   | 制御   | 定格速度 | 定格引張力 | 台車          | 製造所   | 製造年 | 備考          |
| -------- | ---- | ----------------- | --------- | --------- | --------- | -------- | ----------- | -------- | ------ | ------ | ------ | -------- | ---------- | ------------- | -------- | ------ | ------------- |
| 501-504  | 半鋼 | 62(22)            | 10,850    | 2,286     | 3,930     | 15.3     | 838         | 37.0kW×2 | 69:15  | 吊掛式 | 直接式 | 28.8     | 940        | ブリル27-GE-1 | 川崎造船 | 1921年 | 501は戦災消失 |

#### 廃線まで使用された車両

##### 200形
1930年の公園前 - 東和歌山間の開通に伴い導入された、同線最初のボギー車で、車長10m車。D9D窓配置で直接制御式。新造当初は乗降扉が引き戸で、この引き戸に歯車装置で連動する折りたたみステップが付いていたが、開閉時に重く故障することが多かったため、1939年（昭和14年）に撤去され折り戸式に改造された。
| 車両番号 | 構造 | 車両定員 （座席） | 全長 (mm) | 全幅 (mm) | 全高 (mm) | 自重 (t) | 車輪径 (mm) | 主電動機 | ギア比 | 駆動   | 制御 | 定格速度 | 定格引張力 | 台車        | 製造所                      | 製造年                  | 備考          |
| -------- | ---- | ----------------- | --------- | --------- | --------- | -------- | ----------- | -------- | ------ | ------ | ---- | -------- | ---------- | ----------- | --------------------------- | ----------------------- | ------------- |
| 200-206  | 半鋼 | 70 (22)           | 10,194    | 2,210     | 3,840     | 17.8     | 660         | 37.3kW×2 | 57:16  | 吊掛式 | 直接 | 25       | 1,090      | 住友KS-45-L | 田中車輛 203・204は大阪鉄工 | 1930年 205・206は1932年 | 206は戦災消失 |

##### 300形
- 200形の傍系で同スタイル・同性能の車両

| 車両番号 | 構造 | 車両定員 （座席） | 全長 (mm) | 全幅 (mm) | 全高 (mm) | 自重 (t) | 車輪径 (mm) | 主電動機 | ギア比 | 駆動   | 制御 | 定格速度 | 定格引張力 | 台車        | 製造所                      | 製造年                  | 備考 |
| -------- | ---- | ----------------- | --------- | --------- | --------- | -------- | ----------- | -------- | ------ | ------ | ---- | -------- | ---------- | ----------- | --------------------------- | ----------------------- | ---- |
| 301-306  | 半鋼 | 70 (22)           | 10,300    | 2,210     | 3,840     | 15.8     | 660         | 37.3kW×2 | 57:16  | 吊掛式 | 直接 | 25       | 1,090      | 住友KS-45-L | 大阪鉄工 305・306は田中車輛 | 1937年 305・306は1938年 | -    |

##### 251形
- 1966年1月に、単車の100形及び62形を淘汰するために、秋田市交通局が1951年に日立製作所で新造した半鋼製ボギー車60形を秋田市電廃線後に譲り受けた車両。両端を絞りヘッドライト・テールライトの2灯化が行われた。第一次廃線の際に形式消滅した。

| 車両番号 | 構造 | 車両定員 （座席） | 全長 (mm) | 全幅 (mm) | 全高 (mm) | 自重 (t) | 車輪径 (mm) | 主電動機 | ギア比 | 駆動   | 制御 | 定格速度 | 定格引張力 | 台車        | 製造所     | 製造年 | 備考 |
| -------- | ---- | ----------------- | --------- | --------- | --------- | -------- | ----------- | -------- | ------ | ------ | ---- | -------- | ---------- | ----------- | ---------- | ------ | ---- |
| 251-254  | 半鋼 | 96(22)            | 12,300    | 2,223     | 3,449     | 15.8     | 660         | 37.0kW×2 | 63:14  | 吊掛式 | 直接 | 22.7     | 1200       | 日立KBD-726 | 日立製作所 | 1963年 |      |

##### 321形
- 単車と高床車との代替として新造された311形に準じた車両。床下遮断機付直接制御、SM-3形空気ブレーキを備え、台車にはオールコイルバネ式を採用。通風効果を狙って車体正面窓をヒンジ式、内装を縞模様のデコラ張り、蛍光灯はNEC式40W×8等、新機軸の設計を図った。324形のみは一次廃線後伊予鉄道松山市内線に譲渡、同年2月22日に搬送され50形電車の81号となり出力の関係上、主に環状線で使用されたが、同社での他形式との共通性が無く運用上の扱いにくさから1987年に廃車、1993年に解体された[8]。

| 車両番号 | 構造 | 車両定員 （座席） | 全長 (mm) | 全幅 (mm) | 全高 (mm) | 自重 (t) | 車輪径 (mm) | 主電動機 | ギア比 | 駆動   | 制御 | 定格速度 | 定格引張力 | 台車        | 製造所     | 製造年 | 備考 |
| -------- | ---- | ----------------- | --------- | --------- | --------- | -------- | ----------- | -------- | ------ | ------ | ---- | -------- | ---------- | ----------- | ---------- | ------ | ---- |
| 321-327  | 半鋼 | 80(32)            | 12,300    | 2,270     | 4,170     | 15.0     | -           | 38kW×2   | 57:16  | 吊掛式 | 直接 | 25       | -          | 日立KL-11-C | 日立製作所 | 1963年 |      |

##### 500形
元は阪堺電気軌道 モ50形、1949年に広瀬車両で半鋼製化・電装され和歌山電気軌道に譲渡された。高床式で車高があったためトンネル内の走行ができなかった。第一次廃線の際に形式消滅。
| 車両番号 | 構造 | 車両定員 （座席） | 全長 (mm) | 全幅 (mm) | 全高 (mm) | 自重 (t) | 車輪径 (mm) | 主電動機 | ギア比 | 駆動   | 制御   | 定格速度 | 定格引張力 | 台車          | 製造所   | 製造年 | 備考            |
| -------- | ---- | ----------------- | --------- | --------- | --------- | -------- | ----------- | -------- | ------ | ------ | ------ | -------- | ---------- | ------------- | -------- | ------ | --------------- |
| 505-506  | 半鋼 | 62(22)            | 10,850    | 2,286     | 3,930     | 15.3     | 838         | 37.0kW×2 | 69:15  | 吊掛式 | 直接式 | 28.8     | 940        | ブリル27-GE-1 | 川崎造船 | 1921年 | 506は晩年救援車 |

##### 700形
三重交通神都線廃線の際に譲り受け、導入に際して前灯2灯化、2枚引き戸ドアエンジン化と車内照明の蛍光灯化を施した。701-704の窓配置は1D10D11、705-710の窓配置は1D8D11、ブレーキ装置に関しては三重交通の機器を流用したためSMEとなっていた。三重交通神都線と和歌山軌道線とが同じ経営傘下にあった時代の車両なので200形・300系と類似していた。
| 車両番号 | 構造 | 車両定員 （座席） | 全長 (mm) | 全幅 (mm) | 全高 (mm) | 自重 (t) | 車輪径 (mm) | 主電動機 | ギア比 | 駆動   | 制御 | 定格速度 | 定格引張力 | 台車    | 製造所                   | 製造年 | 備考 |
| -------- | ---- | ----------------- | --------- | --------- | --------- | -------- | ----------- | -------- | ------ | ------ | ---- | -------- | ---------- | ------- | ------------------------ | ------ | ---- |
| 701-713  | 半鋼 | 70(26)            | 10,194    | 2,210     | 3,840     | 15.5     | 660         | 37.3kW×2 | 64:15  | 吊掛式 | 直接 | 22.3     | 1,090      | 日車C型 | 田中車輛 711-713日本車輌 | 1933年 | -    |

##### 1000形
戦後初めて新造された半鋼製低床ボギー車。窓配置は1D10D11で、同軌道線で中央車掌台方式（片側2扉非対称型）とドアエンジンを初めて導入した車両。窓の開閉は上段ゴム支持下段上昇式。1000-1003は屋根保帆布張りなのに対して後期生産の1004-1006は鋼板張り上げ屋根構造だったため外観の印象が異なっていた。
| 車両番号  | 構造 | 車両定員 （座席） | 全長 (mm) | 全幅 (mm) | 全高 (mm) | 自重 (t) | 車輪径 (mm) | 主電動機 | ギア比 | 駆動   | 制御 | 定格速度 | 定格引張力 | 台車         | 製造所   | 製造年 | 備考 |
| --------- | ---- | ----------------- | --------- | --------- | --------- | -------- | ----------- | -------- | ------ | ------ | ---- | -------- | ---------- | ------------ | -------- | ------ | ---- |
| 1001-1006 | 半鋼 | 66(28)            | 11,000    | 2,210     | 3,690     | 15.5     | 660         | 37.3kW×2 | 63:14  | 釣掛式 | 直接 | 22.7     | 1,212      | 住友KS-40--J | 東洋工機 | 1954   |      |

##### 2000形
ラッシュアワー時の大量輸送を目指して製造された2両連接車。311号と性能・外観は類似していたが、主電動機の関係上、制御器が同軌道線で唯一の間接非自動制御を採用し、空気制動機も700形と同じSME方式を採用していた。奇数車は市駅方で制動装置関連機器が、偶数車は海南方で電気関係の機器が取り付けられており、日中と休日は運用から外されていることが多かった。第一次廃線の際に形式消滅。
| 車両番号            | 構造   | 車両定員 （座席） | 全長 (mm) | 全幅 (mm) | 全高 (mm) | 自重 (t) | 車輪径 (mm) | 主電動機 | ギア比 | 駆動   | 制御       | 定格速度 | 定格引張力 | 台車      | 製造所   | 製造年 | 備考 |
| ------------------- | ------ | ----------------- | --------- | --------- | --------- | -------- | ----------- | -------- | ------ | ------ | ---------- | -------- | ---------- | --------- | -------- | ------ | ---- |
| 2001+2002,2003+2004 | 全金属 | 61(21)×2          | 9,175×2   | 2,210     | 3,840     | 11.6×2   | 660         | 30×2×2   | 69:14  | 釣掛式 | 間接非自動 | 22.7     | 850        | 住友FS-79 | 東洋工機 | 1960   |      |

##### 311形
戦災で焼失した206号の台車と電動機を流用し、1960年にナニワ工機で車体新造した一形式一両の大型ボギー車。ボギーの中心距離をできるだけ長くし、横揺れの低減化を図った。正面窓は中央が大きい3枚窓で2扉式中央車掌台方式、床下遮断機付直接制御を採用、2灯前照灯で内装は室内はアルミデコラ張りだった。
| 車両番号 | 構造   | 車両定員 （座席） | 全長 (mm) | 全幅 (mm) | 全高 (mm) | 自重 (t) | 車輪径 (mm) | 主電動機    | ギア比 | 駆動   | 制御 | 定格速度 | 定格引張力 | 台車        | 製造所     | 製造年 | 備考 |
| -------- | ------ | ----------------- | --------- | --------- | --------- | -------- | ----------- | ----------- | ------ | ------ | ---- | -------- | ---------- | ----------- | ---------- | ------ | ---- |
| 311      | 全金属 | 80(32)            | 12,300    | 2,210     | 3,840     | 15.8     |             | 66037.3kW×2 | 69:14  | 釣掛式 | 直接 | 22.3     | 1,090      | 住友KS-45-L | ナニワ工機 | 1960   |      |

## 保存車両
2013年5月の時点で321形車両のうち2両が静態保存されている。内部の見学、撮影等に関しては各施設の管理団体に確認のこと。
- 321：和歌山城隣にある岡公園内に、金網の柵越しで展示。毎年5月5日のこどもの日には内部も公開される予定。定期的に塗り直しなど整備が行われており、比較的状態は良い。
- 322：JR黒江駅近くの室山団地内で集会所兼倉庫として利用されている。

## 和歌山LRT構想
全廃から50年近くが経過した2019年、和歌山市長の尾花正啓は、市内へのLRTへの導入に積極的な姿勢を示し、調査などを行っていると報じられた。宇都宮ライトレール開業後の2024年2月には、宇都宮の事例を分析する「導入可能性の検討」を重点施策に含めることを尾花が記者会見で述べた。